# Christus Koningkerk (Wange)

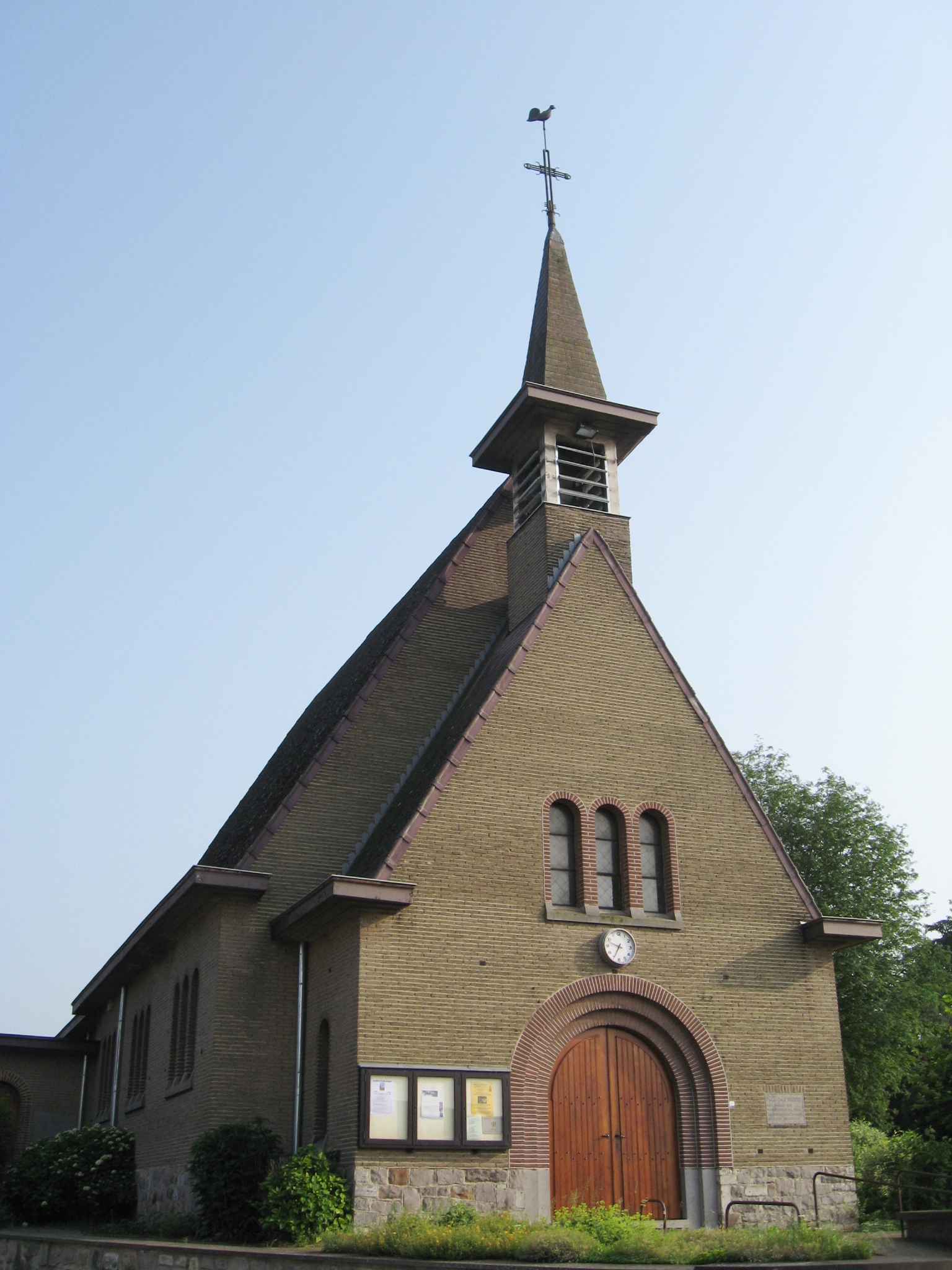
Christus Koningkerk

De Christus Koningkerk is de parochiekerk van de tot de Vlaams-Brabantse gemeente Landen behorende plaats Wange, gelegen aan de Kiezelweg 2.
Deze eenbeukige bakstenen kerk werd gebouwd in 1947 naar ontwerp van H. Gielen. De kerk heeft een voorportaal met dakruiter. De kerk heeft neoromaanse stijlelementen, met name rondbogige vensters.
De kerk verving de Sint-Apolloniakerk die wat noordelijker ligt nabij de Motte van Wange en die omstreeks 1950 werd gesloopt. Op het oude kerkhof van deze kerk bevindt zich nog een grafsteen uit 1604, in renaissancestijl.